# Higo de Djebba
 Higo de Djebba  sinonimo:  Figue Bouhouli  es un cultivar de higuera Ficus carica de higos color púrpura verdoso. La variedad de higos Bouhouli, que crece únicamente en la localidad montañosa de "Djebba" ubicada en la Gobernación de Béja, está protegida por una "appellation d'origine contrôlée" (AOC) (denominación de origen controlada)(DOC).

## Sinonimia
- „Figue de Djebba"
- "Figue Bouhouli".[4]

## Localización
"Djebba" se encuentra ubicada en la Gobernación de Béja, a los pies de "Jebel Gorra" y su particular microclima favorece el cultivo de higos de calidad.
La producción de higos es una de las principales actividades económicas de este pueblo: 800 agricultores y sus familias cultivan allí 25.000 higueras.
Esta cultura forma parte de su patrimonio agrícola desde al menos el siglo XVII . La especial relación de los habitantes de Djebba con su fruta estrella se celebra cada año durante la Fiesta del Higo de Djebba, que combina música, teatro, conferencias científicas y venta de productos locales.

## El higo Bouhouli DOC

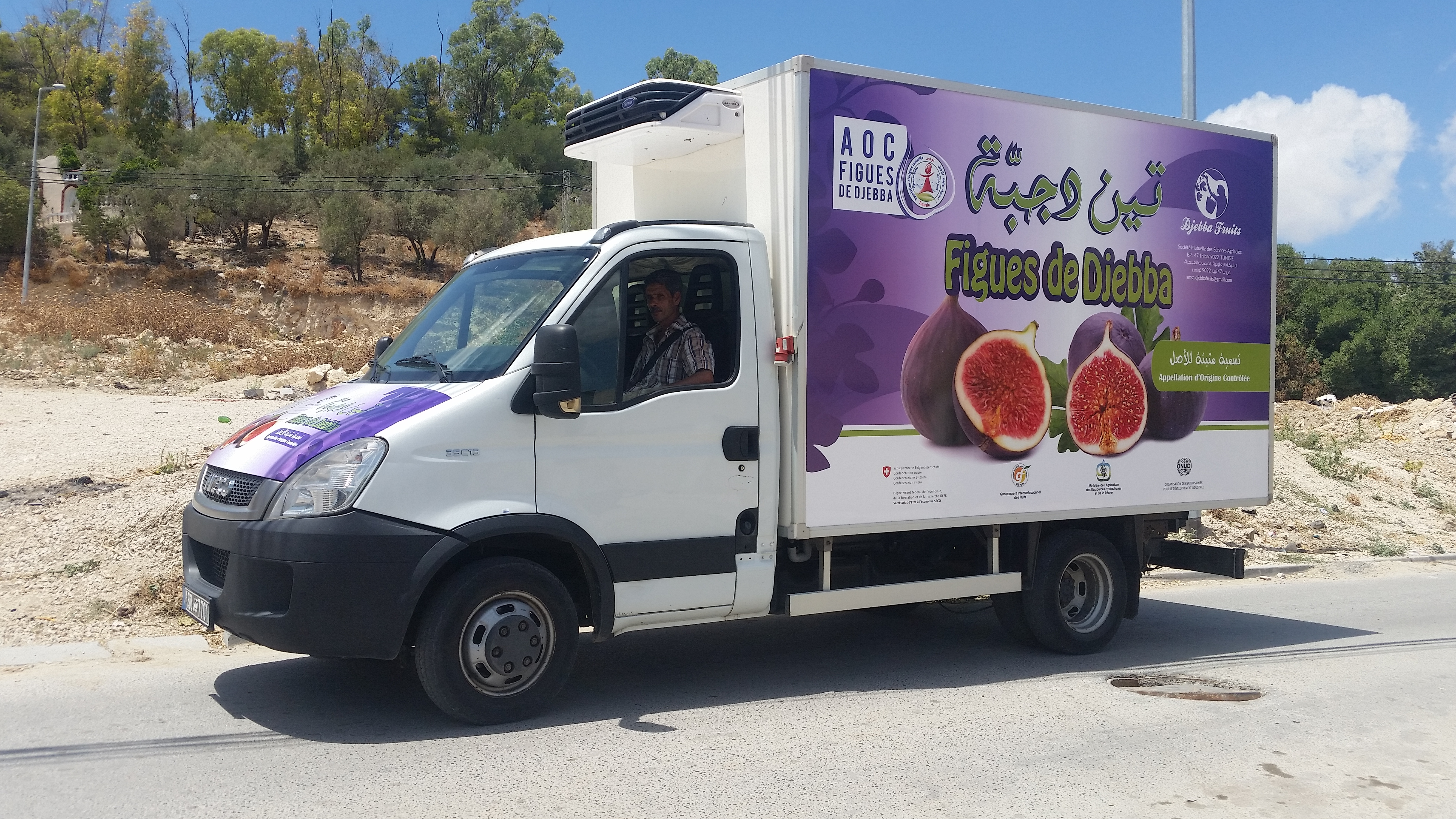
Vehículo frigorífico con la imagen del "figue de Djebba".

El higo de la variedad Bouhouli obtuvo su DOC en 2014 tras su concesión por parte del Ministerio de Agricultura de Túnez. Mientras que el higo Bouhouli solo representó el 2% de los higos cultivados en Djebba en 2014, el 12% de los higos cultivados se beneficiaron de la denominación en 2017.
Es la única fruta cultivada en el país que está amparada por tal denominación.
El Instituto Nacional de Normalización y Propiedad Industrial lleva a cabo auditorías con los agricultores de Djebba para verificar el cumplimiento de las especificaciones de la AOC.
La variedad es una de las 27 variedades de higos cultivadas en el mundo.
Se vende un 80% más caro que otras variedades producidas en Túnez, se exporta a Europa y países del Golfo.